# Revolución (álbum de Juana La Loca)
Revolución es el segundo álbum de estudio de la banda argentina de rock alternativo Juana La Loca, lanzado en 1995. Este disco cuenta con la participación de Joaquín Levinton en la guitarra, quien formaría Turf más adelante. El álbum fue presentado en una gira por el interior y por países limítrofes, entre las cuales se destacan las fechas en la discoteca Aloha de Mendoza y en Santiago de Chile. 
Contiene éxitos como "Agujeros Negros", "Boomerang" y "Planeta infierno".

## Lista de temas
1. Dame eso
2. Agujeros negros
3. Invisible
4. Ciruela
5. Hombre espacial suicida
6. Boomerang
7. Superman
8. Cariño mío
9. Paseo
10. Inmortal
11. Planeta Infierno

- Datos: Q109313594